# Агітплакат (майстерня Спілки художників СРСР)
«Агітплака́т» — творча майстерня в системі Спілки художників СРСР та Московської організації Спілки художників РРФСР. З 1956 року випускала серію сатиричних плакатів (біля 200 номерів на рік). Продовжувала традиції «Вікон РОСТА» та «Вікон ТАРС».
Майстерня друкувала плакати способом шовкографії. Авторами плакатів були художники та поети Борис Єфімов, Кукринікси, Микола Денисовський, Олександр Жаров, Сергій Васильєв та інші. Плакати створювалися на теми злободенних політичних подій, закликали до підвищення культури виробництва та побуту.